# Condado de Sumner (Kansas)
O Condado de Sumner é um dos 105 condados do estado americano de Kansas. A sede do condado é Wellington, que é também a sua maior. O condado tem uma área de 3069 km² (dos quais 8 km² estão cobertos por água), uma população de 25 946 habitantes, e uma densidade populacional de 8 hab/km² (segundo o censo nacional de 2000). O condado foi fundado em 1871.